# Georg Fresenius
Georg Fresenius, tên đầy đủ là Johann Baptist Georg Wolfgang Fresenius (25 tháng 9 năm 1808 –1 tháng 12 năm 1866) là bác sĩ kiêm nhà thực vật học người Đức, được biết đến nhờ một số công trình trong lĩnh vực tảo học. Ông là người xứ Frankfurt am Main.
Ông nghiên cứu y học tại các đại học như Heidelberg, Würzburg và Giessen, nhận bằng bác sĩ tại Đại học Giessen  năm 1829. Sau đó ông định cư tại Frankfurt am Main và hành nghề bác sĩ đa khoa trong khi vẫn duy trì sự quan tâm tích cực trong lĩnh vực thực vật học.
Khi còn là sinh viên tại Heidelberg và sau đó, ông nghiên cứu thực vật học với bạn là George Engelmann (1809-1884), người sau này trở thành nhà thực vật học nổi tiếng người Mỹ gốc Đức. Từ năm 1831 Fresenius là giám tuyển của phòng mẫu cây Senckenberg và giảng viên tại Viện Nghiên cứu Senckenberg (Forschungsinstitut Senckenberg). Cùng với sinh viên của mình là Anton de Bary (1831–1888), ông đã tiến hành các điều tra nghiên cứu dưới kính hiển vi về tảo và nấm. Ông mất ngày 1 tháng 12 năm 1866 tại Frankfurt ở độ tuổi 58.
Danh pháp Fresenia (= Felicia, họ Asteraceae) là để vinh danh ông.

## Một số tác phẩm
- Grundriss der Botanik, zum Gebrauche bei seinen Vorlesungen, 1840 – Đề cương thực vật học, để sử dụng trong các bài giảng của ông.
- Beiträge zur mykologie, 1850 – Đóng góp vào nấm học.
- Beiträge zur Kenntniss mikroskopischer Organismen, 1856 – Đóng góp vào kiens thức về vi sinh vật.
- Cordiaceae, Heliotropieae, Borragineae, 1857 - Cordiaceae, Heliotropioideae, Boraginaceae.[1]